# Сураншы-батыр
Сураншы батыр (каз. Сұраншы Ақынбекұлы) — казахский батыр.

## Биография
Родился в 1815 году в ауле Каргалы в семье знатных батыров XVIII века, сражавшихся с джунгарскими захватчиками - прадед Туркпен и дед Даулет. Происходит из под рода ескожа рода шапырашты Старшего жуза. Участвовал в Восстании Кенесары Касымова.